# Tayloria reinerii
Tayloria reinerii är en bladmossart som beskrevs av Garovaglio 1840. Tayloria reinerii ingår i släktet trumpetmossor, och familjen Splachnaceae. Inga underarter finns listade i Catalogue of Life.